# Nicolas Boileau
Nicolas Boileau-Despréaux (pronunciada(o) [nikɔla bwalo dɛpʁeo]; Paris, 1º de novembro de 1636 — Paris, 13 de março de 1711) foi um poeta, tradutor, polemista e teórico da literatura francês. Publicou seu primeiro volume de sátiras em 1666. Foi apresentado na corte, em 1669, após a publicação de seu Discurso sobre a sátira.

## Família e educação
Boileau era o décimo quinto filho de Gilles Boileau, um escriturário do Parlamento de Paris. Dois de seus irmãos alcançaram alguma distinção: Gilles Boileau, autor de uma tradução de Epicteto; e Jacques Boileau, que se tornou cônego da Sainte-Chapelle e fez contribuições valiosas para a história da igreja. O sobrenome "Despréaux" foi derivado de uma pequena propriedade em Crosne, perto de Villeneuve-Saint-Georges. Sua mãe morreu quando ele tinha dois anos; e Nicolas Boileau, que tinha uma constituição delicada, parece ter sofrido algo por falta de cuidados.
Sainte-Beuve atribui sua visão um tanto dura e antipática tanto às circunstâncias pouco inspiradoras desses dias quanto ao caráter geral de seu tempo. Não se pode dizer que ele tenha se desencantado cedo, pois nunca parece ter tido ilusões; Ele cresceu com uma única paixão, "o ódio a livros estúpidos". Ele foi educado no Collège de Beauvais e depois foi enviado para estudar teologia na Sorbonne. Ele trocou a teologia pelo direito, no entanto, e foi chamado para a advocacia em 4 de dezembro de 1656. Da profissão de advogado, após um breve julgamento, ele recuou com desgosto, reclamando amargamente da quantidade de trapaças que passavam sob o nome de lei e justiça. Seu pai morreu em 1657, deixando-lhe uma pequena fortuna, e daí em diante ele se dedicou às letras.

## Década de 1660
Muitos dos primeiros poemas de Boileau que foram preservados dificilmente contêm a promessa do que ele acabou se tornando. A primeira peça em que seus poderes peculiares foram exibidos foi a primeira sátira (1660), em imitação da terceira sátira de Juvenal; incorporou a despedida de um poeta da cidade de Paris. Isso foi rapidamente seguido por outros oito, e o número foi posteriormente aumentado para doze. Um duplo interesse se liga às sátiras. Em primeiro lugar, o autor habilmente parodia e ataca escritores que na época foram colocados na primeira fila, como Jean Chapelain, o abade Charles Cotin, Philippe Quinault e Georges de Scudéry; ele levantou abertamente o estandarte da revolta contra os poetas mais velhos. Mas, em segundo lugar, ele mostrou, tanto por preceito quanto por prática, quais eram as capacidades poéticas da língua francesa. A prosa nas mãos de escritores como René Descartes e Blaise Pascal provou ser um instrumento de expressão flexível e poderoso, com um mecanismo e forma distintos. Mas, exceto com François de Malherbe, não houve nenhuma tentativa de moldar a versificação francesa de acordo com a regra ou o método. Em Boileau, pela primeira vez, apareceram concisão e vigor de expressão, com perfeita regularidade de estrutura de versos.
Sua admiração por Molière encontrou expressão nas estrofes dirigidas a ele (1663) e na segunda sátira (1664). Em 1664 ou 1665,  ele compôs sua prosa Dialogue sur les héros de roman, uma sátira sobre os elaborados romances da época, que pode ser dito ter abolido de uma vez por todas as elucubrações de La Calprenède, Mlle de Scudéry e seus companheiros. Embora amplamente lido em manuscrito e também lançado em uma edição não autorizada em 1668,  o livro não foi publicado até 1713, por consideração, diz-se, de Mlle de Scudéry. A esses primeiros dias pertencem as reuniões no Mouton Blanc e no Pomme du Pin, onde Boileau, Molière, Jean Racine, Jean de La Chapelle e Antoine Furetière se reuniram para discutir questões literárias. Para Molière e Racine, ele provou ser um amigo constante e apoiou seus interesses em muitas ocasiões.
Em 1666, motivado pela publicação de duas edições não autorizadas, publicou Satires du Sieur D...., contendo sete sátiras e o Discours au roi. De 1669 em diante apareceram suas epístolas, mais graves em tom do que as sátiras, mais maduras em pensamento, mais requintadas e polidas em estilo. Os Épîtres ganharam para ele o favor de Luís XIV, que desejava sua presença na corte. O rei perguntou-lhe quais ele achava seus melhores versos. Ao que Boileau diplomaticamente selecionou como seus "menos ruins" algumas linhas ainda não impressas em homenagem ao grande monarca e começou a recitá-las. Ele recebeu imediatamente uma pensão de 2000 libras.

## Década de 1670
Em 1674, L'Art poétique de Boileau (em imitação da Ars Poetica de Horácio) e Le Lutrin foram publicados com algumas obras anteriores como L'Œuvres diverses du sieur D.... Boileau governa a linguagem da poesia e analisa vários tipos de composição de versos. Ele influenciou a literatura inglesa através da tradução de L'Art poétique de Sir William Soame e John Dryden, e sua imitação no Ensaio sobre Crítica de Alexander Pope.
Dos quatro livros de L'Art poétique, o primeiro e o último consistem em preceitos gerais, inculcando principalmente a grande regra de bon sens; o segundo trata da pastoral, da elegia, da ode, do epigrama e da sátira; e o terceiro de poesia trágica e épica. Embora as regras estabelecidas sejam valiosas, sua tendência é dificultar e tornar muito mecânicos os esforços da poesia. O próprio Boileau, um grande, embora de forma alguma crítico infalível em versos, não pode ser considerado um grande poeta. Ele prestou o maior serviço em destruir as reputações exageradas das mediocridades de seu tempo, mas seu julgamento às vezes era errado. Diz-se às vezes que o Lutrin, um poema heróico simulado, do qual quatro cantos apareceram em 1674, forneceu a Alexander Pope um modelo para o Rape of the Lock, mas o poema inglês é superior em riqueza de imaginação e sutileza de invenção. O quinto e o sexto cantos, posteriormente adicionados por Boileau, diminuem bastante a beleza do poema; o último canto em particular é totalmente indigno de seu gênio.
Em 1674, Boileau publicou sua tradução de Longinus' Sobre o Sublime, tornando as ideias de Longinus disponíveis para um público mais amplo e influenciando o trabalho de Edmund Burke sobre o mesmo assunto.  Em 1693, ele acrescentou algumas reflexões críticas à tradução, principalmente dirigidas contra a teoria da superioridade dos modernos sobre os antigos, conforme avançada por Charles Perrault.
Boileau foi nomeado historiógrafo do rei em 1677. A partir desse momento, a quantidade de sua produção diminuiu. A este período de sua vida pertencem a sátira, Sur les femmes, a ode, Sur la prise de Namur, as epístolas, A mes vers e Sur l'amour de Dieu, e a sátira Sur l'homme. As sátiras levantaram uma multidão de inimigos contra Boileau. A 10ª sátira, sobre as mulheres, provocou uma Apologie des femmes de Charles Perrault. Antoine Arnauld, no ano de sua morte, escreveu uma carta em defesa de Boileau, mas quando, a pedido de seus amigos, apresentou sua resposta a Bossuet, o bispo declarou que toda sátira era incompatível com o espírito do cristianismo, e a 10ª sátira era subversiva da moralidade. Os amigos de Antoine Arnauld declararam que era inconsistente com a dignidade de um clérigo escrever sobre qualquer assunto tão trivial quanto a poesia. A epístola, Sur l'amour de Dieu, foi uma reivindicação triunfante por parte de Boileau da dignidade de sua arte. Não foi até 15 de abril de 1684, que ele foi admitido na Académie française, e apenas por vontade do rei. Em 1687, ele se retirou para uma casa de campo que havia comprado em Auteuil, que Jean Racine, por causa dos numerosos convidados, chama de sua hôtellerie d'Auteuil.

## 1700–1711
Em 1705, Boileau vendeu sua casa e voltou para Paris, onde viveu com seu confessor nos claustros de Notre Dame. Na 12ª sátira, Sur l'équivoque, ele atacou os jesuítas em versos que Sainte-Beuve chamou de recapitulação das Lettres provinciales de Pascal. Isso foi escrito por volta de 1705. Ele então deu sua atenção ao arranjo de uma edição completa e definitiva de suas obras. Mas os padres jesuítas obtiveram de Luís XIV a retirada do privilégio já concedido para a publicação e exigiram a supressão da 12ª sátira. Diz-se que esses aborrecimentos apressaram sua morte, que ocorreu em 13 de março de 1711.
Ele era um homem de sentimentos calorosos e gentis, honesto, franco e benevolente. Muitas anedotas são contadas sobre sua franqueza de fala na corte e sobre suas ações generosas. Ele ocupa um lugar bem definido na literatura francesa, como o primeiro que reduziu sua versificação a regra e ensinou o valor do artesanato por si só. Sua influência na literatura inglesa, por meio de Pope e seus contemporâneos, não foi menos forte, embora menos durável. Depois de muita depreciação indevida, o trabalho crítico de Boileau foi reabilitado por escritores recentes, talvez na medida de algum exagero na outra direção. Foi demonstrado que, apesar da dureza indevida em casos individuais, a maioria de suas críticas foi substancialmente adotada por seus sucessores.
Numerosas edições das obras de Boileau foram publicadas durante sua vida. A última delas, l'Œuvres diverses (1701), conhecida como a edição "favorita" do poeta, foi reimpressa com variantes e notas por Alphonse Pauly (2 vols., 1894). O texto crítico de suas obras foi estabelecido por Berriat Saint-Prix, Œuvres de Boileau (4 vols., 1830-1837), que fez uso de cerca de 350 edições. Este texto, editado com notas de Paul Chéron, com a Boloeana de 1740, e um ensaio de Sainte-Beuve, foi reimpresso por Garnier frères (1860).

## Trabalhos
- Les Satires (1666–1716). Reedição: 2002.
- Épîtres (1670-1698). Reedição: 1937.
- Arrêt burlesque[6] (1671) (em colaboração)
- Poésies diverses avec Amitié Fidéle (1654)
- Le Lutrin (Poème héroï-comique) (1674-1683)
- L’Art poétique (1674)
- Pseudo-Longin, Traité du sublime, trad. par Nicolas Boileau, Paris, 1674 (online ; transcr.): com introdução e notas de Francis Goyet, Paris, 1995 ISBN 2-253-90713-8.
- Dialogue sur les héros de roman (1688). (Uma análise deste trabalho pode ser encontrada no artigo Reflexões sobre o romance do século XVIII)
- Réflexions critiques sur Longin (1694-1710)
- Lettres à Charles Perrault (1700)
- Œuvres de Boileau (1740), ed. Pierre et Berthe Bricage 1961, 5 volumes, ilustrações de Rémy Lejeune (Ladoré)
- Correspondance avec Brossette (1858)